# Li-Fi

Logo ufficiale

Li-Fi è un termine introdotto per la prima volta dallo studioso tedesco Harald Haas in occasione di un discorso al TED Global nel 2011 riferendosi al corrispondente ottico del Wi-Fi.

## Descrizione
Le frequenze occupate per le comunicazioni appartengono allo spettro della luce visibile, il che ha una serie di interessanti conseguenze nel confronto con le trasmissioni radio. Lo spettro luminoso del Li-Fi è 10.000 volte più ampio di quello delle onde radio e la velocità massima teorica di trasmissione è pari a 224 Gigabit/secondo, 100 volte superiore al Wi-Fi (senza inquinamento elettromagnetico), con una distanza di 3 metri e un campo visivo di 60°.
- Viene a mancare il conflitto con ogni trasmissione radio, in termini di interferenza dovuta all'occupazione dello stesso spettro
- L'assenza di interferenza radiomagnetica rende promettente l'uso in ospedali e aerei, dove le interferenze pongono problemi di sicurezza
- Il segnale è limitato alla portata ottica, il che riduce i problemi di sicurezza causati dalle intercettazioni
- È possibile creare grandi trasmettitori con efficienza energetica molto maggiore delle stazioni radio

## Storia
Lo studio pionieristico della Visible Light Communication (VLC) fu pubblicato dal Fraunhofer-Institut für Nachrichtentechnik di Berlino nel settembre 2009. Presentava un data rate di 125 Mbit/s a oltre 5 m di distanza, utilizzando un diodo LED standard a luce bianca. Nel 2010, il rateo di trasmissione fu portato a 513 Mbit/s con modulazione DMT.
Nel 2011 viene fondato il Li-Fi Consortium, per la promozione e lo sviluppo dello standard.
Lo stesso Haas in occasione della presentazione al TED ha dato dimostrazione di come modulando le frequenze a cui operano i distinti LED di una normale lampadina potesse essere possibile trasmettere un video in alta definizione. Una simile dimostrazione ebbe luogo anche al CES 2012 di Las Vegas dove vennero invece utilizzati due telefoni cellulari che comunicavano utilizzando il Li-Fi a distanza di dieci metri.
Nel 2023 il Li-Fi è stato riconosciuto all'interno dello standard internazionale IEEE 802.11.

## Applicazioni

### In Italia
Ad aprile 2021 viene introdotta in via sperimentale per la prima volta in Italia la connessione “Li-Fi”, presso un istituto comprensivo di Roma.